# Thomas Houkyn
Thomas Houkyn ou Howkyn (falecido em 1407, de Oxford) foi um membro do parlamento inglês e legista do condado.
Ele foi um membro (MP) do Parlamento da Inglaterra por Oxford em 1386.